# جويل سيلفا
جويل سيلفا (بالإسبانية: Joel Silva)‏ (13 يناير 1989 في باراغواي - ) هو مدرب كرة قدم ولاعب كرة قدم باراغواياني في مركز حراسة المرمى. شارك مع منتخب الباراغواي تحت 20 سنة لكرة القدم ومنتخب باراغواي لكرة القدم. أما مع النوادي، فقد لعب مع سبورتيفو لوكوينو وديبورتيس توليما ونادي غواراني (نادي كرة قدم).

## وصلات خارجية
- جويل سيلفا على موقع الاتحاد الدولي (مؤرشف)  (الإنجليزية)
- جويل سيلفا على موقع قاعدة بيانات كرة القدم.إي يو (الإنجليزية)
- جويل سيلفا على موقع ناشيونال فوتبول تيمز (الإنجليزية)
- جويل سيلفا على موقع Soccerway.com (الإنجليزية)
- جويل سيلفا على موقع AS.com (الإسبانية)